# Sapin de Sakhaline
Abies sachalinensis
Espèce
Statut de conservation UICN

 LC  : Préoccupation mineure
Le Sapin de Sakhaline (Abies sachalinensis) est une espèce de Sapin de la famille des Pinaceae originaire de l'île de Sakhaline. On le trouve aussi au sud des îles Kouriles et au nord de l'île d'Hokkaido.

## Description
Le Sapin de Sakhaline est un arbre pouvant atteindre 15 mètres de hauteur. Le tronc est lisse et presque blanc. Les jeunes pousses sont faiblement velues et les branches sont lisses.
Leurs bourgeons sont petits, bleuâtres, fortement résineux et hémisphériques.
Leurs aiguilles sont proches l'une de l'autre, font 3 à 4 centimètres de long et environ 1,5 millimètre de large. On ne trouve pas de lignes de stomates sur la face extérieure, ou alors seulement un peu à l'extrémité de l’aiguille.
Les cônes sont verts teintés de pourpre avant maturité. Ils font 5 à 7,5 centimètres de longueur et entre 2,5 et 3 centimètres de diamètre. Les graines arrivent à maturité en septembre.

## Répartition
Ce sapin se rencontre naturellement sur l'île de Sakhaline, dans les îles Kouriles et au nord de l'île d'Hokkaido. De petites populations ont aussi été aperçues dans la péninsule de Kamtchatka.
Il peut pousser jusqu'à des altitudes de 1600 mètres. La variété Abies sachalinensis var. gracilis n'est présent que sur un petit territoire d'environ 0,2 kilomètre carré dans la vallée de Semyachik dans l'est de Kamtchatka.

## Variétés
En plus de la variété-type Abies sachalinensis var. sachalinensis, d'autres variétés existent:
- A. sachalinensis var. gracilis (Kom.) Farjon
- A. sachalinensis var. mayriana Miyabe & Kudo
- A. sachalinensis var. nemorensis (Mayr.) Vossin, Putlitz & Meyer

## Bois

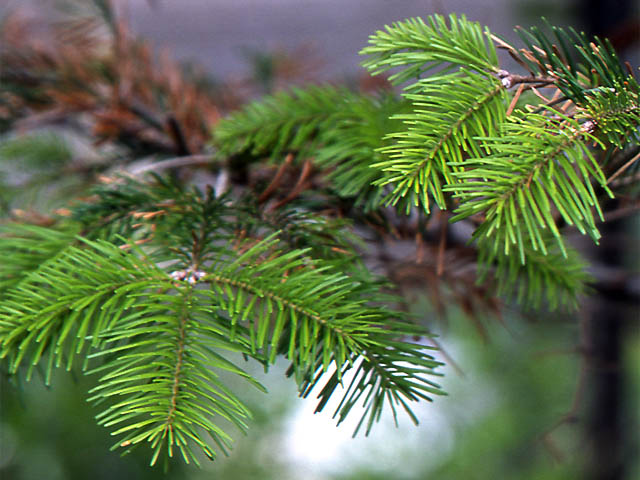
Aiguilles

Le bois du Sapin de Sakhaline est léger et doux. Il est surtout utilisé pour fabriquer de la pâte à papier et des caisses.